# Autoandrofilia
La autoandrofilia se ha utilizado para referirse a una mujer que experimenta excitación sexual en respuesta a imaginarse a sí misma como hombre, y posteriormente se ha utilizado para referirse a un hombre que experimenta excitación sexual en respuesta a imaginarse a sí mismo en una forma más masculina.